# Rogelio Naguil
Rogelio Naguil war ein uruguayischer Fußballspieler.

## Karriere

### Verein
Mittelfeldakteur Naguil spielte mindestens 1919 für Nacional Montevideo in der Primera División. Die Bolsos wurden in jenem Jahr Uruguayischer Meister.

### Nationalmannschaft
Naguil war Mitglied der A-Nationalmannschaft Uruguays. Er gehörte dem Kader der Celeste bei der Südamerikameisterschaft 1919 in Brasilien an, bei der Uruguay den zweiten Platz belegte. Im Verlaufe des Turniers kam er in drei Partien zum Einsatz. Ein Tor schoss er nicht. Am 12. November 1922 wurde er auch im Rahmen der Copa Lipton gegen Argentinien eingesetzt, die Uruguay mit dem 1:0 durch Ángel Romano zu seinen Gunsten entschied.

### Erfolge
- Copa Lipton: 1922
- Uruguayischer Meister: 1919